# Paranemastoma beroni
Espèce
Paranemastoma beroni est une espèce d'opilions dyspnois de la famille des Nemastomatidae.

## Distribution
Cette espèce est endémique de l'oblast de Blagoevgrad en Bulgarie. Elle se rencontre sur le versant Nord du Slavyanka dans la grotte Stoykova Dupka.

## Description
Le mâle holotype mesure 2,7 mm et le mâle paratype 2,75 mm.

## Systématique et taxinomie
Cette espèce a été décrite par Mitov en 2011.

## Étymologie
Cette espèce est nommée en l'honneur de Petar Beron.

## Publication originale
- Mitov, 2011 : « A new anophthalmous species of Paranemastoma from Bulgaria (Opiliones: Nemastomatidae). » The Journal of Arachnology, vol. 39, no 2, p. 303–319.